# أبو الحجاج يوسف الثاني
أبو الحجاج يوسف الثاني (؟ - 1392) هو يوسف بن محمد بن يوسف بن إسماعيل بن فرج بن إسماعيل بن يوسف. من بني نصر أو بني الأحمر المنحدرة من قبيلة الخزرج القحطانية، حكم مملكة غرناطة في الأندلس بين عامي (1391 - 1392).